# Обь (ледокол)
«Обь» — дизель-электрический портовый ледокол проекта 30044 («Aker ARC 124»), имя дано по названию реки Оби в Западной Сибири. Судно стало первым неатомным ледоколом в составе Росатомфлота. Ледокол спроектирован для обеспечения проводки судов и обслуживания акватории Обской губы порта Сабетта.

## История создания
28 ноября 2014 года Росатомфлот и Ямал СПГ заключили договор на оказание услуг портового флота с сроком действия до 31 декабря 2040 года. По условиям договора есть возможность его продления 2 раза по 5 лет. Одним из судов проекта стал ледокол «Обь».
30 апреля 2015 года между ПАО «ВСЗ» и ФГУП «Атомфлот» был подписан контракт на строительство ледокола для работы в порту Сабетта на проекте «Ямал СПГ».
27 сентября 2016 года на Выборгском судостроительном заводе состоялась церемония закладки судна. Ледокол получил заводской строительный номер 232.
21 июня 2018 года на территории ПАО «Выборгский судостроительный завод» (Выборг, Ленинградская обл.) состоялся спуск на воду портового ледокола «Обь», строящегося по заказу ФГУП «Атомфлот» (предприятие Госкорпорации «Росатом») в рамках проекта «Портофлот».
В конце мая 2019 года на ледокол доставлены масла для первой заливки. Масла поставил «Газпромнефть-смазочные материалы».
На июнь 2019 года идёт активная подготовка судна к ходовым испытаниям, которые планируют начать с 16 августа этого года.
5 сентября 2019 года ледокол «Обь» вышел на ходовые испытания. Испытания прошли в два этапа. Первый из которых прошёл в акватории Финского залива и завершился 25 сентября. В этот период были проверены ходовые качества судна, испытаны палубные механизмы, навигационное и радиооборудование, главная энергетическая установка. По данным Sudostroenie.info, 18 октября 2019 года на Выборгском судостроительном заводе (ВСЗ) прошла церемония передачи ледокола заказчику. 5 ноября 2019 года в порту Мурманск на борту судна прошла официальная церемония подъёма государственного флага. 7 ноября портовый ледокол «Обь» отправился к месту работы, акватория порта Сабетта, где он и будет базироваться на постоянной основе.

## Описание проекта
Владельцем и оператором ледокола «Обь» должен стать ФГУП «Атомфлот», заключивший в 2014 году договор о комплексе услуг портового флота на обслуживание проводки судов в акватории порта Сабетта для проекта Ямал СПГ сроком до декабря 2040 г. с возможностью продления.
На июнь 2019 года Атомфлот уже имеет четыре буксира повышенного ледового класса разработанные под проект «Портофлот» для обслуживания акватории порта Сабетта:
- Буксир ледового класса «Пур», в эксплуатации с 2016 года
- Буксир ледового класса «Тамбей», в эксплуатации с 2016 года
- Ледокольный буксир «Юрибей», в эксплуатации с 2017 года
- Ледокольный буксир «Надым», в эксплуатации с 2018 года[1].

Разработку проекта портового ледокола поручили финской компании «Аker Аrctic», которая имеет большой опыт в разработки судов высокого ледового класса (код проекта Aker ARC 124 Архивная копия от 18 июня 2019 на Wayback Machine). Постройка ледокола поручена Выборгскому судостроительному заводу (заводской номер 232).

## Задачи ледокола
Высокая ледопроходимость и широкие эксплуатационные возможности с применением четырёх полноповоротных винторулевых движителей.
Основным назначением ледокола является поддержание судоходства в порту в зимнее время и ледокольное обеспечение крупнотоннажных транспортных судов, при их маневрировании и швартовных операциях в любых, даже самых тяжёлых ледовых условиях. В дополнение к ледокольным операциям и работам по управлению ледовой обстановкой в портовой акватории, ледокол сможет выполнять традиционные ледокольные проводки, в прибрежных районах, с использованием лебёдки и кормового выреза, для буксировки вплотную.
Вспомогательные круглогодичные функции предусматривают несение дежурства на случай борьбы с нефтяными разливами и пожарами.

## Заложенные характеристики
По заданию проекта ледокол «Обь» должно иметь следующие характеристики:
- Мощность пропульсивных установок должна составить 10 МВт;
- Ледокол должен преодолевать лёд толщиной 1,5 м на скорости 2 узла при расчетной осадке;
- Двигаться со скоростью 4 узла в условиях смерзшейся на толщину до 50 см ледовой шуги, общей толщиной до 5 м, на глубинах не менее 15 м;
- Обладать высокой эффективностью при движении на передний ход, при обмыве корпуса от обломков льда, за счет работы пропульсивных установок;
- Иметь отличные маневровые характеристики на толстом ровном льду и в ледовой каше;
- Обладать высокими характеристиками при работах по разрежению льда вдоль терминалов отгрузки СПГ[11].

Дизельгенераторы должны быть средне или высокооборотными ДВС, и работать как на тяжёлом, так и дизельном топливе.
По спецификации судна в качестве главных дизельгенераторов предложены установки Wärtsilä 32, две 6L и одной 9L. Данная серия двигателей имеет систему смазки с сухим картером.
1 × 9L32 580 кВт/цил 5 220 кВт — двигатель 5,22 МВт
2 × 6L32 580 кВт/цил 3 480 кВт — двигатель 6,96 МВт
Итог 12,18 МВт.
По факту установлены:
03 × Wärtsilä 8V31 Архивная копия от 12 февраля 2020 на Wayback Machine мощностью 4880 kW (главный дизельгенератор)
01 × Wärtsilä 4L20 мощностью 800 kW (стояночный дизельгенератор)
01 × Volvo D16C-A мощностью 414,4 kW (аварийный дизельгенератор)
Ледокол должен будет оборудован четырьмя установками с независимыми азимутальными пропульсивными приводами тягового типа Azipod ABB Ice-1400, с номинальной мощностью каждого электродвигателя 3 МВт. Пропульсивная установка должна иметь повышенные характеристики крутящего момента, рассчитанная на выполнение работ в тяжёлых ледовых условиях. А при работе на гак, крутящего момента должна быть не менее чем на 90 % выше номинального.
На ледоколе реализована инновационная система электродвижения постоянного тока (DC-Grid) которая наиболее эффективно удовлетворяет потребностям судов следующего поколения. В отличие от систем на основе переменного тока, где подключённые генераторы должны поддерживать в системе постоянные значения напряжения и частоты тока, в системах постоянного тока от генераторов требуется поддержание лишь постоянного значения напряжения. Это означает, что частота вращения двигателя генератора может быть динамически оптимизирована для достижения заданных параметров мощности. Когда нагрузка на двигатель генератора уменьшается, частота вращения двигателя также уменьшается. Судовая система управления распределением мощности (PEMS) автоматически меняет заданное значение частоты вращения работающих дизель-генераторов в зависимости от нагрузки, чтобы оптимизировать расход топлива. Экономия топлива может составлять до 60 % от систем основанных на переменном токе.
Автономность судна по снабжению должна составить не менее чем 30 суток.